# Marthammanahalli, Chik Ballapur
Marthammanahalli là một làng thuộc tehsil Chik Ballapur, huyện Kolar, bang Karnataka, Ấn Độ.